# Cicreo
En la mitología griega, Cicreo (en griego antiguo: Κυχρεύς) era hijo del dios Poseidón y de la ninfa Salamina, hija del oceánida Asopo.
Dio muerte a una serpiente que asolaba la isla de Salamina y los habitantes le proclamaron rey.
Telamón se refugió en la corte de Cicreo después de asesinar a su hermano Foco y de que Éaco le expulsara de Egina. Allí se casó con Glauce, hija de Cicreo. Al morir Cicreo sin descendencia heredó el trono de Salamina. Otra tradición llama Cariclo a la hija de Cicreo. Sin embargo, según Ferécides de Leros, Telamón era hijo de Acteo y Glauce, es decir, según esta versión habría sido nieto de Cicreo.
Según otra versión, la serpiente, llamada Cicreida, había sido criada por Cicreo y, por causar daños en Salamina, fue expulsada no por él sino por Euríloco. Por otra parte, Esteban de Bizancio menciona que Cicreo era conocido como «serpiente» por su carácter irascible.
Según el geógrafo griego Pausanias, en la isla hubo un santuario dedicado a Cicreo, construido en agradecimiento por la ayuda prestada a los griegos en la Batalla de Salamina, puesto que se creía que había aparecido en forma de serpiente entre las naves.